# Katpar
Katpar è una suddivisione dell'India, classificata come census town, di 7.043 abitanti, situata nel distretto di Bhavnagar, nello stato federato del Gujarat. In base al numero di abitanti la città rientra nella classe V (da 5.000 a 9.999 persone).

## Geografia fisica
La città è situata a 21° 05' 24 N e 71° 47' 35 E.

## Società

### Evoluzione demografica
Al censimento del 2001 la popolazione di Katpar assommava a 7.043 persone, delle quali 3.554 maschi e 3.489 femmine. I bambini di età inferiore o uguale ai sei anni assommavano a 1.463, dei quali 744 maschi e 719 femmine. Infine, coloro che erano in grado di saper almeno leggere e scrivere erano 2.395, dei quali 1.779 maschi e 616 femmine.